# Abadía de San Germán de Auxerre

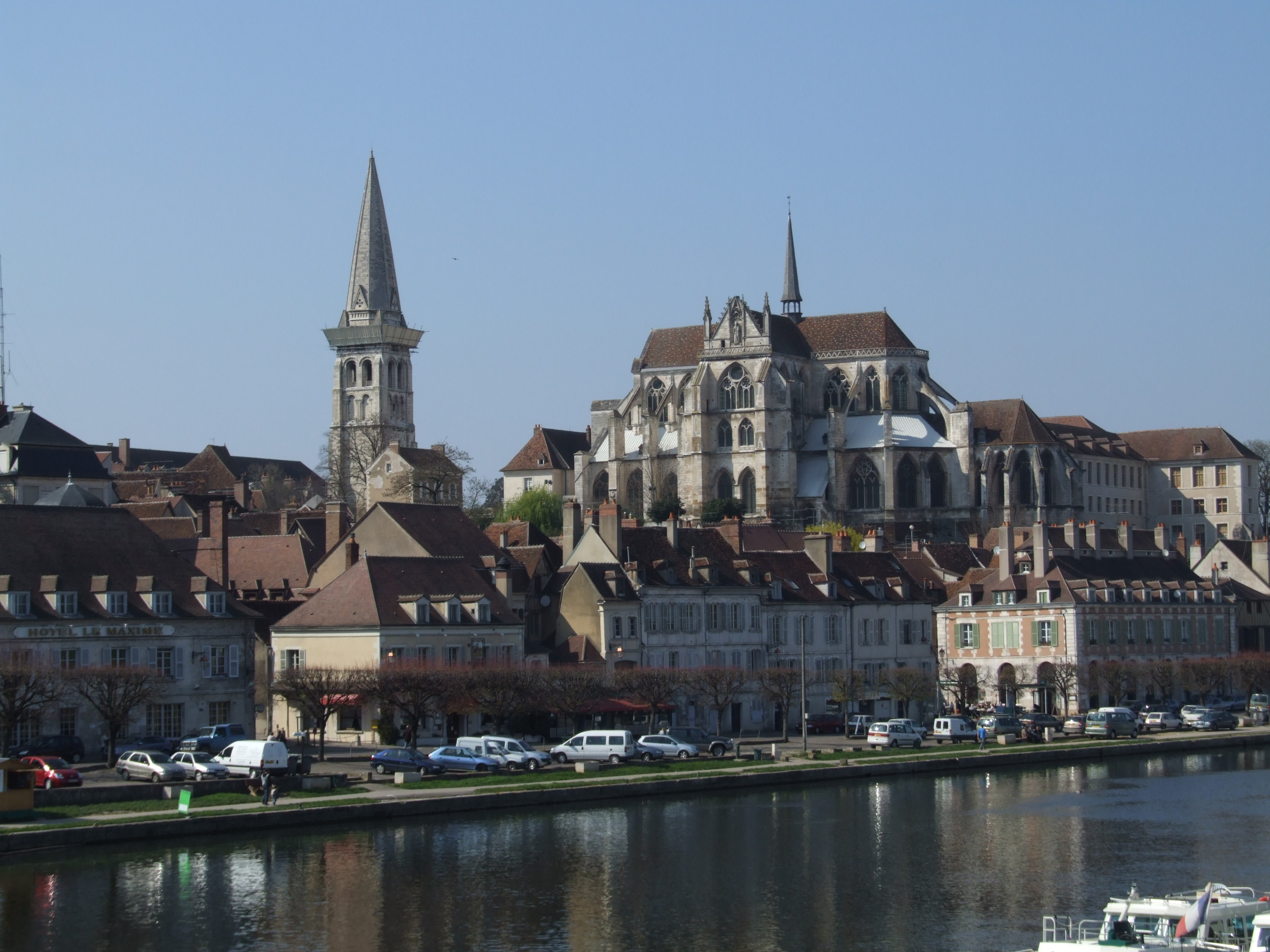
Vista de la abadía y la iglesia abacial

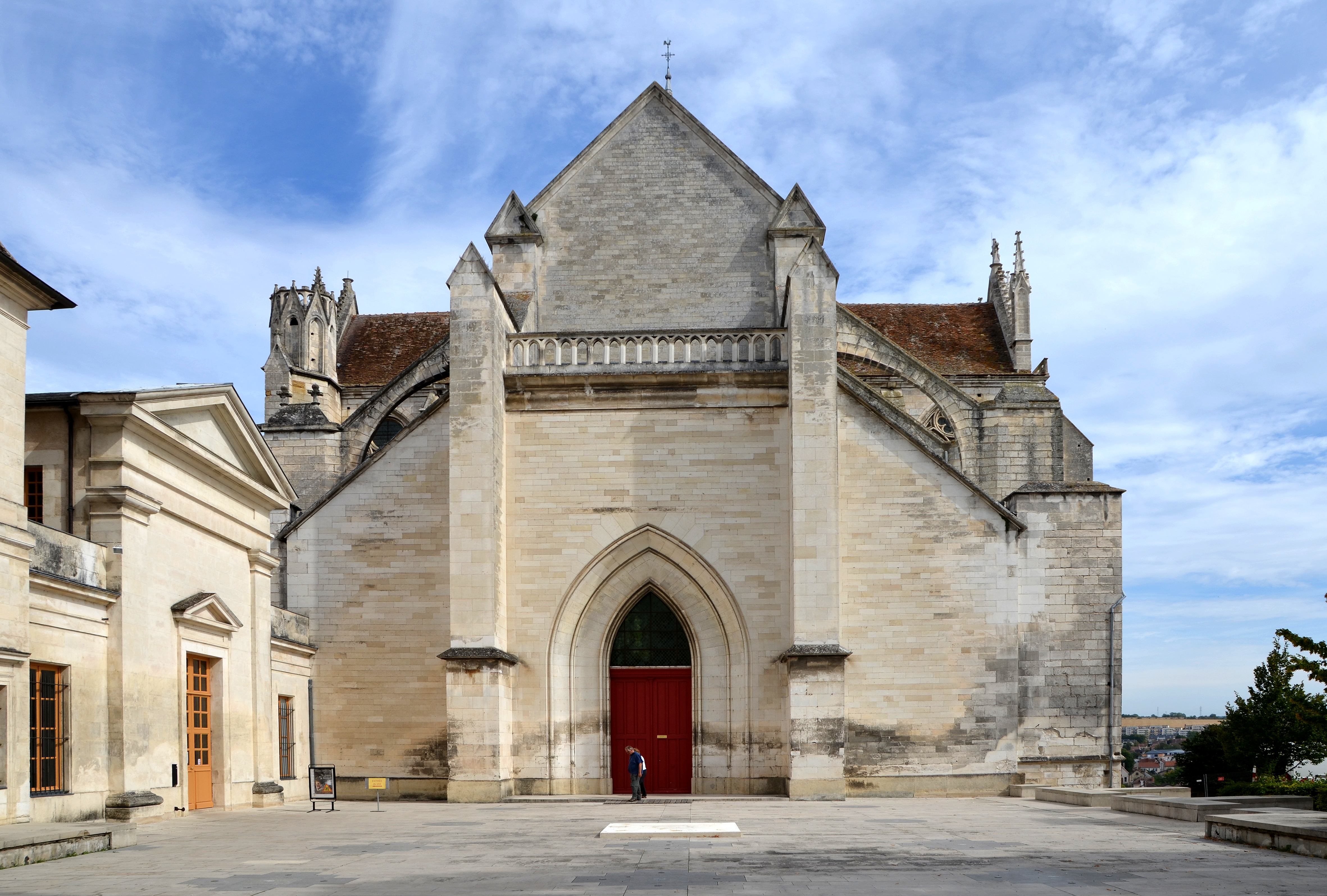
Iglesia abacial de San Germán.

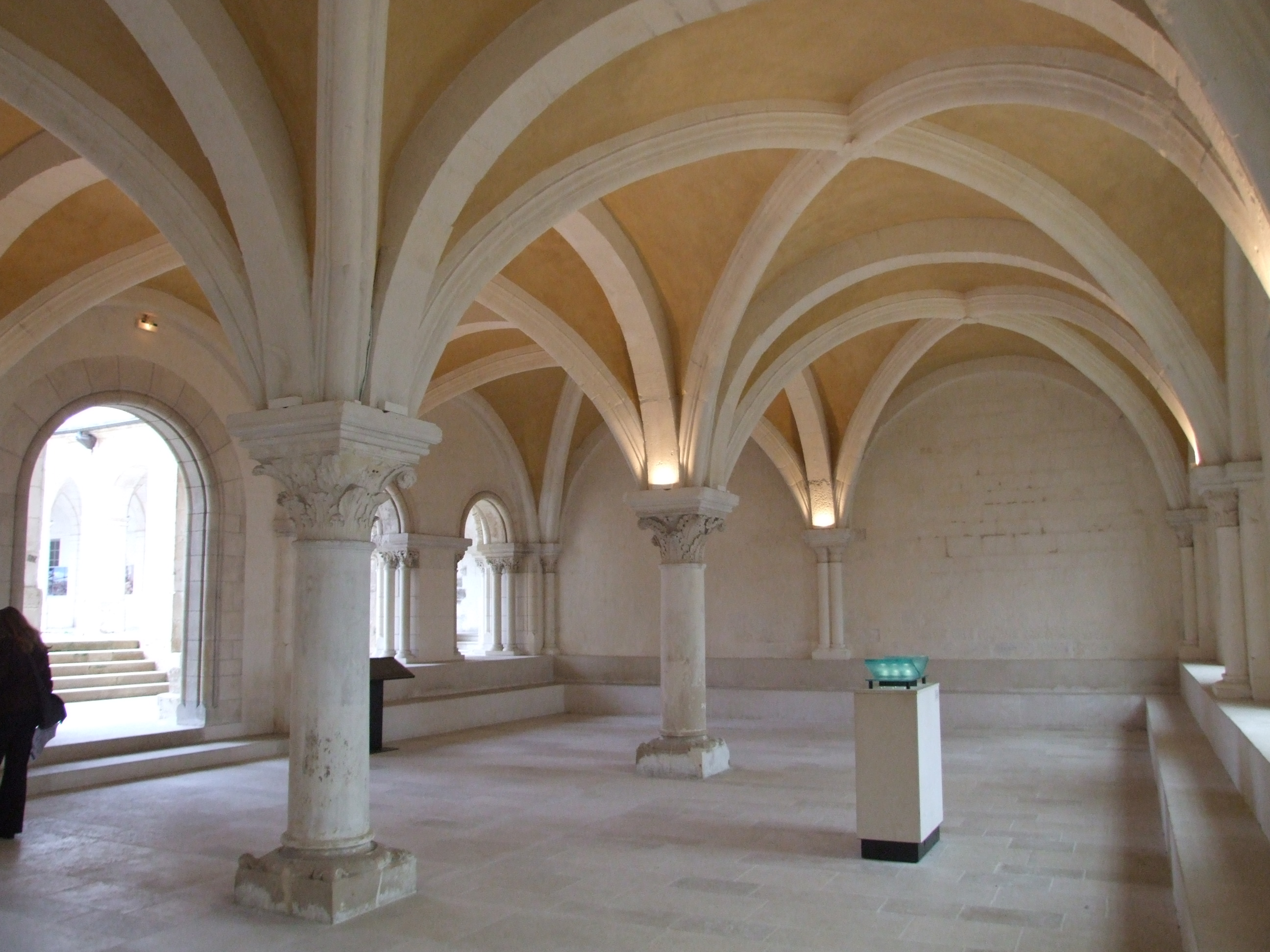
Sala capitular de la abadía de San Germán.

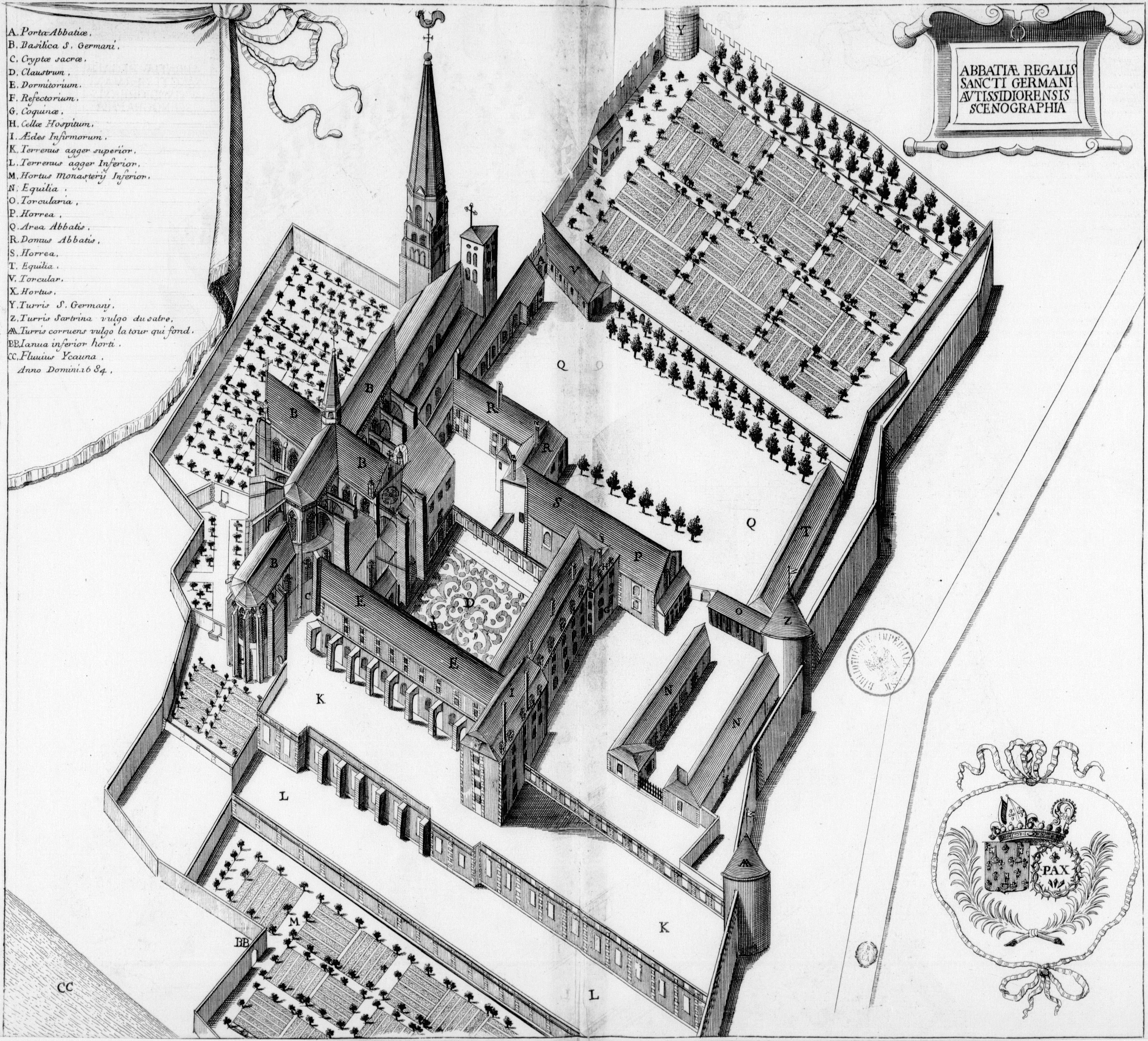
La abadía en el, plancha grabado del Monasticon Gallicanum.

La abadía de San Germán, en Auxerre, es una abadía benedictina de Francia fundada en el siglo V por Germán de Auxerre.
La abadía data realmente del siglo IX, cuando fue reconstruida bajo el reinado de Carlos el Calvo, que asimismo contribuyó a su sostenimiento. En ella se desarrolló una escuela que se convirtió en una de las más reputadas de la época y cuya influencia intelectual será esencial en el período del Renacimiento carolingio, gracias a maestros como Murethach, Haymon de Auxerre, Heiric de Auxerre (alumno de Loup de Ferrières) y Remi de Auxerre.
La abadía experimentó ampliaciones y renovaciones durante toda la Edad Media
Entre sus abades destaca el que sería papa Urbano V.
- Datos: Q1935662
- Multimedia: Abbaye Saint-Germain d'Auxerre / Q1935662